# Torrent de Sant Gili
El Torrent de Sant Gili és un afluent per la dreta de la Rasa del Malpàs que fa tot el seu curs pel terme municipal de Lladurs.
De direcció global cap a llevant, neix al Collet de Sant Miquel. La seva capçalera es troba al sud de la de la Rasa del Malpàs de la qual la separa el Serrat Ramader i en el seu recorregut cap al seu col·lector, passa pel nord de les masies de Roquer i de Serentill.
Tant els darrers 923 m. del seu curs com els terrenys circumdants que estan per sota de la cota dels 800 msnm, formen part del PEIN Ribera Salada.

## Xarxa hidrogràfica
La seva xarxa hidrogràfica, que també transcorre íntegrament pel terme de Lladurs, està constituïda per 11 cursos fluvials la longitud total dels quals suma 6.170 m.